# Valentin Ceaușescu
Valentin Ceaușescu (Bucarest, 17 febbraio 1948) è un fisico, dirigente sportivo ed ex politico rumeno, figlio maggiore del dittatore della Romania Nicolae Ceaușescu.

## Biografia
Valentin Ceaușescu è il figlio maggiore dei coniugi Nicolae ed Elena Ceaușescu.

### Studi
Studente presso la facoltà di fisica dell'Università di Bucarest, nel 1967 si recò a proseguire gli studi presso l'Imperial College di Londra. Si è laureato in fisica e matematica nel 1971. Il suo numero di Erdős è 6.

### Matrimoni e attività manageriale
Il 3 luglio 1970 Valentin Ceaușescu sposò Iordana Borilă, figlia del leader comunista Petre Borilă, e si trasferì in Canada. Negli anni ottanta è stato membro della direzione della squadra di calcio Steaua Bucarest, vincitrice della Coppa dei Campioni 1986.
Si è raccontato che Valentin Ceaușescu fece rovinare la carriera del portiere della Steaua Bucarest Helmuth Duckadam perché si rifiutò di regalargli l'auto ricevuta come premio per il comportamento nella finale della Coppa dei Campioni del 1986. L'ex calciatore smentì tuttavia tali voci.

### Politica
Valentin Ceaușescu venne eletto membro supplente del Comitato Centrale del Partito Comunista al XIV Congresso del Partito comunista rumeno, ma ha condotto la sua vita pubblica in modo discreto.

### Arresto
Nel dicembre 1989, a seguito della rivoluzione rumena, Valentin Ceaușescu venne arrestato insieme al fratello Nicu e alla sorella Zoia. Venne rilasciato nove mesi dopo senza alcuna condanna. Durante la detenzione, la sua collezione di dipinti, incisioni (alcune italiane) e libri rari venne confiscata.

### Vita attuale
Attualmente lavora come fisico nucleare presso l'Istituto di Fisica Atomica (IFA) a Măgurele, in Romania.